# Helios St. Johannes Klinik Duisburg
Die Helios St. Johannes Klinik Duisburg ist ein mittelgroßes Krankenhaus der Maximalversorgung an der Dieselstraße 185 im Stadtteil Alt-Hamborn, Duisburg. Es hat zusammen mit seinem Standort Marien in Hochfeld 574 Betten. Träger ist Helios Kliniken.
Die Geschichte der Klinik beginnt 1878 in einem Haus gegenüber der Abtei mit drei, später sechs Betten, betreut von Clemens-Schwestern aus Münster. 1882 wurde das Gebäude umgebaut, es hatte danach Platz für 24 Patienten. 1892 schuf eine Erweiterung Platz für 90 Betten. Der 1898 errichtete Langbau bot Platz für 300 Patienten. Der Rundbau wurde 1929 eröffnet. Ab 1982 gehörte das Haus zum Zweckverband Katholisches Klinikum Duisburg, der von Helios Kliniken 2011 übernommen wurde. Der für rund 120 Millionen Euro errichtete Neubau wurde im Juni 2021 eröffnet.
Die Klinik verfügt über 15 Fachabteilungen.